# 969

## Události
- Fátimovci dobyli Egypt a založili nové hlavní město Káhiru
- dobytí Antiochie
- bitva u Bovina

## Narození
- Kolem tohoto roku se narodil Štěpán I., uherský král.

## Úmrtí
- 5. května – Gerberga Saská, manželka západofranského krále Ludvíka IV. (* 913)
- 11. července – Svatá Olga, kyjevská kněžna a regentka (* ?)
- 10./11. prosince – Nikeforos II., byzantský císař (* 912)

## Hlavy států
- České knížectví – Boleslav I. nebo Boleslav II.
- Papež – Jan XIII.
- Svatá říše římská – Ota I. Veliký
- Anglické království – Edgar
- Skotské království – Cuilén
- Polské knížectví – Měšek I.
- Východofranská říše – Ota I. Veliký
- Západofranská říše – Lothar I.
- Magdeburské arcibiskupství – Adalbert (968–981)
- Uherské království – Takšoň
- První bulharská říše – Petr I. Bulharský
- Byzanc – Nikeforos II. – Jan I. Tzimiskes